# Lijst van voetbalinterlands Mali - Marokko
Deze lijst van voetbalinterlands is een overzicht van alle officiële voetbalwedstrijden tussen de nationale teams van Mali en Marokko. De landen hebben tot op heden twintig keer tegen elkaar gespeeld. De eerste ontmoeting, een kwalificatiewedstrijd voor de Afrika Cup 1984, werd gespeeld in Casablanca op 10 april 1983. Het laatste duel, de finale van het African Championship of Nations 2020, vond plaats op 7 februari 2021 in Yaoundé (Kameroen).

## Wedstrijden
| №  | Plaats     | Datum             | Competitie                           | Wedstrijd      | Uitslag |
| -- | ---------- | ----------------- | ------------------------------------ | -------------- | ------- |
| 1  | Casablanca | 10 april 1983     | Afrika Cup 1984 kwalificatie         | Marokko − Mali | 4 − 0   |
| 2  | Bamako     | 24 april 1983     | Afrika Cup 1984 kwalificatie         | Mali − Marokko | 2 − 0   |
| 3  | Bamako     | 9 april 1989      | Afrika Cup 1990 kwalificatie         | Mali − Marokko | 0 − 0   |
| 4  | Marrakesh  | 23 april 1989     | Afrika Cup 1990 kwalificatie         | Marokko − Mali | 1 − 1   |
| 5  | Casablanca | 4 december 1991   | Vriendschappelijk                    | Marokko − Mali | 3 − 0   |
| 6  | Bamako     | 4 oktober 1992    | Afrika Cup 1994 kwalificatie         | Mali − Marokko | 2 − 1   |
| 7  | Casablanca | 25 april 1993     | Afrika Cup 1994 kwalificatie         | Marokko − Mali | 1 − 0   |
| 8  | Casablanca | 15 september 1993 | Vriendschappelijk                    | Marokko − Mali | 3 − 0   |
| 9  | Casablanca | 23 maart 1995     | Vriendschappelijk                    | Marokko − Mali | 3 − 0   |
| 10 | Rabat      | 15 november 1995  | Vriendschappelijk                    | Marokko − Mali | 2 − 0   |
| 11 | Settat     | 14 december 2001  | Vriendschappelijk                    | Marokko − Mali | 1 − 1   |
| 12 | Rabat      | 20 november 2002  | Vriendschappelijk                    | Marokko − Mali | 1 − 3   |
| 13 | Bamako     | 18 november 2003  | Vriendschappelijk                    | Mali − Marokko | 1 − 1   |
| 14 | Meknes     | 19 november 2003  | Vriendschappelijk                    | Marokko − Mali | 0 − 1   |
| 15 | Sousse     | 11 februari 2004  | Afrika Cup 2004                      | Marokko − Mali | 4 − 0   |
| 16 | Bamako     | 28 mei 2004       | Vriendschappelijk                    | Mali − Marokko | 0 − 0   |
| 17 | Colombes   | 28 mei 2006       | Vriendschappelijk                    | Marokko − Mali | 0 − 1   |
| 18 | Rabat      | 1 september 2017  | WK 2018 kwalificatie                 | Marokko − Mali | 6 − 0   |
| 19 | Bamako     | 5 september 2017  | WK 2018 kwalificatie                 | Mali − Marokko | 0 − 0   |
| 20 | Yaoundé    | 7 februari 2021   | African Championship of Nations 2020 | Mali − Marokko | 0 − 2   |

## Samenvatting
| Competitie                      | Totaal gespeeld | Winst Mali | Gelijk | Winst Marokko | Doelsaldo Mali – Marokko |
| ------------------------------- | --------------- | ---------- | ------ | ------------- | ------------------------ |
| WK-kwalificatie                 | 2               | 0          | 1      | 1             | 0 − 6                    |
| Afrika Cup                      | 1               | 0          | 0      | 1             | 0 − 4                    |
| Afrika Cup-kwalificatie         | 6               | 2          | 2      | 2             | 5 − 7                    |
| African Championship of Nations | 1               | 0          | 0      | 1             | 0 − 2                    |
| Vriendschappelijk               | 10              | 3          | 3      | 4             | 7 − 14                   |
| Totaal                          | 20              | 5          | 6      | 9             | 12 − 33                  |

## Details

### Negentiende ontmoeting
| WK 2018 kwalificatie (Bamako, Mali, 5 september 2017):                   |       |         |
| Mali                                                                     | 0 – 0 | Marokko |
|                                                                          | goals |         |
| - Ajax-middenvelder Hakim Ziyech mist een strafschop in de 72ste minuut. |       |         |

FMF · A-internationals · Bondscoaches · Malinees vrouwenelftal · Olympisch elftal
1960 – 1969 · 
1970 – 1979 · 
1980 – 1989 · 
1990 – 1999 · 
2000 – 2009 · 
2010 – 2019 · 
2020 – 2029
OS 2004
1962 · 
1963 · 
1964 · 
1965 · 
1966 · 
1967 · 
1968 · 
1969 · 
1970 · 
1971 · 
1972 · 
1973 · 
1974 · 
1975 · 
1976 · 
1977 · 
1978 · 
1979 · 
1980 · 
1981 · 
1982 · 
1983 · 
1984 · 
1985 · 
1986 · 
1987 · 
1988 · 
1989 · 
1990 · 
1991 · 
1992 · 
1993 · 
1994 · 
1995 · 
1996 · 
1997 · 
1998 · 
1999 · 
2000 · 
2001 · 
2002 · 
2003 · 
2004 · 
2005 · 
2006 · 
2007 · 
2008 · 
2009 · 
2010 · 
2011 · 
2012 · 
2013 · 
2014 ·
2015 ·
2016 ·
2017 ·
2018 ·
2019 ·
2020 ·
2021 ·
2022 ·
2023 ·
2024
Algerije · 
Angola · 
Benin · 
Botswana · 
Burkina Faso ·
Burundi · 
Centraal-Afrikaanse Republiek ·
China · 
Comoren ·
Congo-Brazzaville · 
Congo-Kinshasa · 
DDR · 
Egypte · 
Equatoriaal-Guinea · 
Eritrea · 
Ethiopië ·
Gabon · 
Gambia · 
Ghana · 
Guinee · 
Guinee-Bissau · 
Iran · 
Ivoorkust · 
Japan ·
Kaapverdië · 
Kameroen · 
Kenia · 
Koeweit · 
Kroatië ·
Liberia · 
Libië · 
Litouwen · 
Madagaskar · 
Malawi · 
Marokko ·
Mauritanië ·
Mozambique ·
Namibië ·
Niger ·
Nigeria ·
Noord-Korea ·
Oeganda ·
Oman ·
Qatar ·
Rwanda ·
Saoedi-Arabië ·
Senegal ·
Seychellen ·
Sierra Leone ·
Soedan ·
Swaziland ·
Togo ·
Tsjaad ·
Tunesië ·
Zambia ·
Zimbabwe ·
Zuid-Afrika ·
Zuid-Korea ·
Zuid-Soedan
FRMF · A-internationals · Bondscoaches · Marokkaans vrouwenelftal · Olympisch elftal · Lokaal · Marokko U23 · Marokko U21 · Marokko U20 · Marokko U19 · Marokko U18 · Marokko U17
1950 – 1959 ·
1960 – 1969 ·
1970 – 1979 ·
1980 – 1989 ·
1990 – 1999 ·
2000 – 2009 ·
2010 – 2019 ·
2020 − 2029
WK 1970 ·
WK 1986 ·
WK 1994 ·
WK 1998 ·
WK 2018 ·
WK 2022
OS 1964 ·
OS 1972 ·
OS 1984 ·
OS 1992 ·
OS 2000 ·
OS 2004 ·
OS 2012
1944 · 
1957 · 
1958 · 
1959 · 
1960 · 
1961 · 
1962 · 
1963 · 
1964 · 
1965 · 
1966 · 
1967 · 
1968 · 
1969 · 
1970 · 
1971 · 
1972 · 
1973 · 
1974 · 
1975 · 
1976 · 
1977 · 
1978 · 
1979 · 
1980 · 
1981 · 
1982 · 
1983 · 
1984 · 
1985 · 
1986 · 
1987 · 
1988 · 
1989 · 
1990 · 
1991 · 
1992 · 
1993 · 
1994 · 
1995 · 
1996 · 
1997 · 
1998 · 
1999 · 
2000 · 
2001 · 
2002 · 
2003 · 
2004 · 
2005 · 
2006 · 
2007 · 
2008 · 
2009 · 
2010 · 
2011 · 
2012 · 
2013 · 
2014 ·
2015 ·
2016 ·
2017 ·
2018 ·
2019 ·
2020 ·
2021 ·
2022 ·
2023 ·
2024
Albanië ·
Algerije ·
Angola ·
Argentinië ·
Armenië ·
Australië ·
Bahrein ·
België ·
Benin ·
Botswana ·
Brazilië ·
Bulgarije ·
Burkina Faso ·
Burundi ·
Canada ·
Centraal-Afrikaanse Republiek ·
Chili ·
China ·
Colombia ·
Comoren ·
Congo-Brazzaville ·
Congo-Kinshasa ·
Costa Rica ·
DDR ·
Denemarken ·
Duitsland ·
Egypte ·
Engeland ·
Equatoriaal-Guinea ·
Estland ·
Ethiopië ·
Finland ·
Frankrijk ·
Gabon ·
Gambia ·
Georgië ·
Ghana ·
Griekenland ·
Guinee ·
Guinee-Bissau ·
Hongkong ·
Ierland ·
India ·
Indonesië ·
Irak ·
Iran ·
Italië ·
Ivoorkust ·
Jamaica ·
Jemen ·
Joegoslavië ·
Jordanië ·
Kaapverdië ·
Kameroen ·
Kenia ·
Koeweit ·
Kroatië ·
Lesotho ·
Libanon ·
Liberia ·
Libië ·
Luxemburg ·
Malawi ·
Maleisië ·
Mali ·
Mauritanië ·
Mexico ·
Mozambique ·
Myanmar ·
Namibië ·
Nederland ·
Nieuw-Zeeland ·
Niger ·
Nigeria ·
Noord-Ierland ·
Noorwegen ·
Oeganda ·
Oekraïne ·
Oezbekistan ·
Oman ·
Palestina ·
Paraguay ·
Peru ·
Polen ·
Portugal ·
Qatar ·
Roemenië ·
Rusland ·
Rwanda ·
Saoedi-Arabië ·
Sao Tomé en Principe ·
Schotland ·
Senegal ·
Servië ·
Sierra Leone ·
Slowakije ·
Soedan ·
Somalië ·
Sovjet-Unie ·
Spanje ·
Syrië ·
Tanzania ·
Thailand ·
Togo ·
Trinidad en Tobago ·
Tsjechië ·
Tunesië ·
Uruguay ·
Verenigde Arabische Emiraten ·
Verenigde Staten ·
Zambia ·
Zimbabwe ·
Zuid-Afrika ·
Zuid-Jemen ·
Zuid-Korea ·
Zwitserland
België (2022) · 
Frankrijk (2022) ·
Iran (2018) · 
Kroatië (2022, 1) ·
Kroatië (2022, 2) ·
Portugal (2018) · 
Portugal (2022) ·
Spanje (2018) ·
Spanje (2022)